# Donggang
Donggang (en chino, 东港; pinyin, Dōng·Gǎng, léase Dong-Kang) es un municipio  bajo la administración directa de la Prefectura Dandong en la Provincia de Liaoning, República Popular China.  Su área es de 2394 km² y su población total para 2010 superó los 620 mil habitantes. 

## Administración
Desde julio de 2020, el  Municipio Donggang se divide en 18 pueblos que se administran en 3 subdistritos, 14  poblados y 1 villa.